# Paola Núñez
Paola Núñez  (Tecate, Alsó-Kalifornia, Mexikó, 1978. április 8. –) mexikói színésznő, producer.

## Élete és pályafutása
1978. április 8-án született Tecatében. Első szerepét 2002-ben kapta a Súbete a mi moto című telenovellában. 2004-ben főszerepet játszott a Las Juanas-ban. 2005-ben Bárbara Bazterricát alakította az Amor en custodia című sorozatban. 2009-ben főszereplő volt a Pasión Morena című telenovellában, Víctor González partnereként.

## Filmográfia

### Film
- Bad Boys – Mindörökké rosszfiúk (Bad Boys for Life) (2020)....Rita Secada
- Bad Boys – Mindent vagy többet (Bad Boys: Ride or Die) (2024)....Rita Secada

### Telenovella
- Súbete a mi moto (2002-2003)...Leticia
- Mint a filmekben (Como en el cine) (2001-2002)...Karen
- Női pillantás (Mirada de mujer, el regreso)(2003)...Diana
- Las Juanas (2004)...Juana Micaela
- Amor en custodia (2005-2006)...Bárbara "Barbie" Bazterrica
- Amíg tart az élet (Mientras haya vida) (2007)...Elisa Montero
- Pasión Morena (2009-2010)...Morena Madrigal[3]
- Destino (2013)...Valeria González del Sol / Valeria Cabrales Rios
- Emlékezz, Reina! (Reina de Corazones) (2014)...Reina Ortiz "Reina de Corazones" / Barbara Benitez

### Egyéb sorozat
- La vida es una canción, Magia ... Margarita(2004)
- Lo que callamos las mujeres, ¿Me veo bien? ... Isabel (2005)
- Tan infinito como el desierto (2004)